# Micropterix herminiella
Micropterix herminiella é uma espécie de insetos lepidópteros, mais especificamente de traças, pertencente à família Micropterigidae.
A autoridade científica da espécie é Corley, tendo sido descrita no ano de 2007.
Trata-se de uma espécie presente no território português.